# Ölandstok
Ölandstok, Trädgårdstok eller bara Tok, (Dasiphora fruticosa) är en art i familjen rosväxter och förekommer naturligt på Öland, Gotland och Åland.[källa behövs] Token finns i två underarter: sydtok (D fruticosa ssp. floribunda) och ölandstok (D fruticosa ssp. fruticosa). Den finns i övrigt i hela den kallare delen av den norra tempererade zonen. Token är en flerårig buske som i Sverige ofta odlas som trädgårdsväxt, ibland som häck.
Token blir upp till 1 meter hög, har blekt gula blommor och blommar rikligt i stort sett hela sommaren. Blommorna påminner om smörblommor, är ganska platta, har fem kronblad och blir 2–2,5 cm i diameter. Bladen fälls på vintern. De är sammansatta av vanligtvis fem, men ibland tre eller sju delblad. Det är inte känt varifrån namnet tok kommer, men Carl von Linné nämner det som ett lokalt använt namn på växten i sin bok Carl Linnaei öländska och gotländska resa år 1741.
Den vilda varianten har gula blommor men odlade varianter kan ha röda, orange och vita blommor.

## Externa länkar

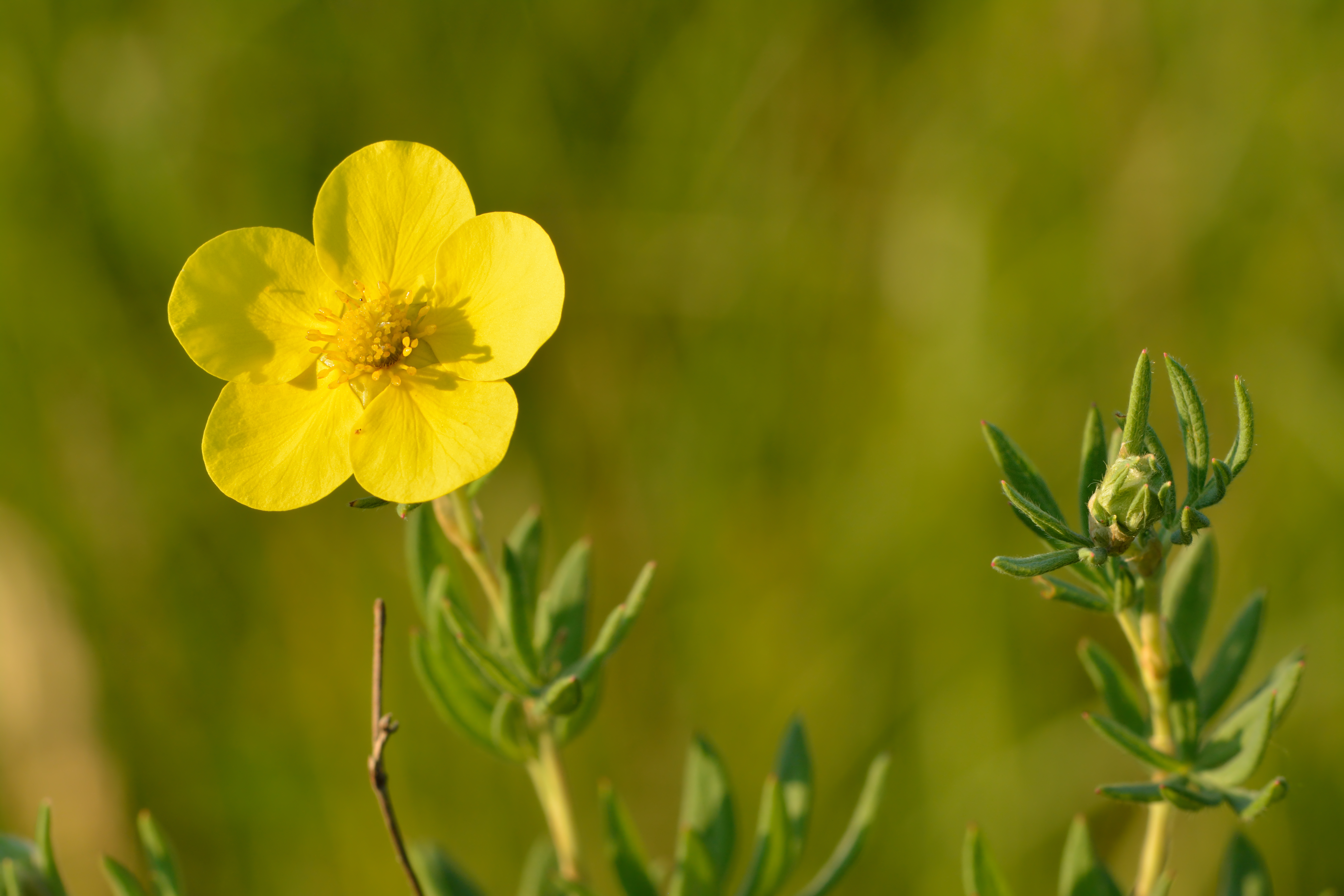